# Antrophyum annetii
Antrophyum annetii là một loài dương xỉ trong họ Pteridaceae. Loài này được Tardieu mô tả khoa học đầu tiên năm 1953.